# M46 Patton
M46 Patton var en vidareutveckling av stridsvagnen M26 Pershing. Stridsvagnen tillverkades i 800 exemplar  och var för en kort tid i början på 1950-talet USA:s armé:s viktigaste stridsvagn. Den var den första i en serie stridsvagnar med namnet Patton.

## Utveckling
Ett fåtal M26 Pershing hade i slutet av andra världskriget  satts in i strid i Europa och Stilla Havet. Stridsvagnarna hade generellt sett fått mycket god kritik, men man hade också identifierat ett antal svaga punkter. Ett av de största problemen var att motorn som användes, Ford GAF, som gav M4 Sherman utmärkt rörlighet, ansågs för svag för den tyngre M26 (även om M26 fortfarande var överlägsen den fruktade Tigern på den här punkten).
Till följd av detta beslöts att ett antal existerande M26-vagnar, samt alla M45-bandkanoner, skulle byggas om till den nya M26E2-standarden. Modifikationerna var dock så omfattande att man beslöt att den nya modellen skulle få en ny beteckning, M46, och döptes till Patton efter pansargeneralen George S. Patton som avlidit i en bilolycka 1945. Den första stridsvagnen togs i tjänst 1949.

## Egenskaper

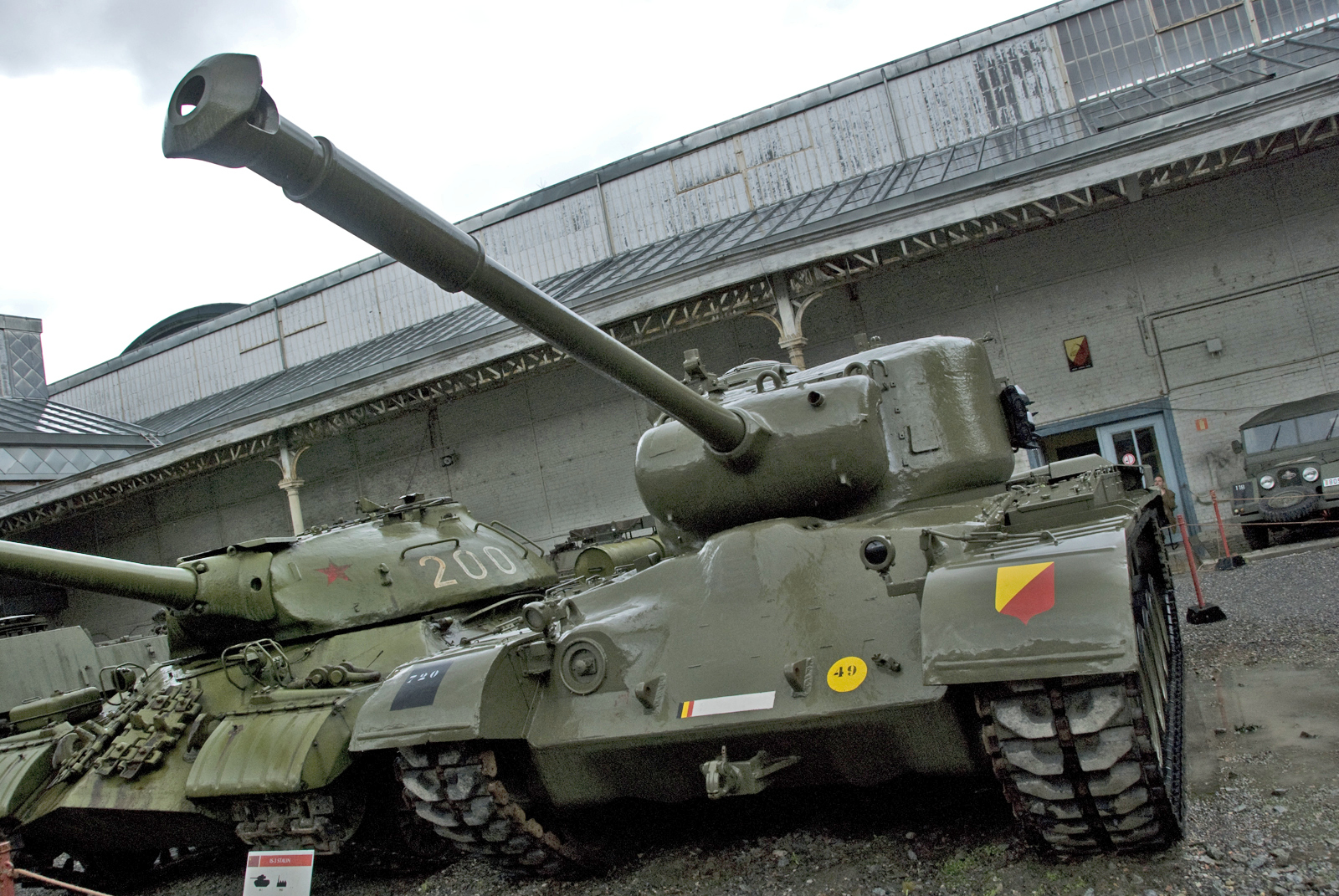
M46 på museum i Bryssel, notera krutgasejektorn på pjäsröret

M46 var en medeltung stridsvagn som togs fram som en tillfällig lösning innan den nya T42 skulle vara i produktion. Stridsvagnen var en ombyggnad av existerande M26- och M45-vagnar, som utrustades med nya motorer i form av AV-1790-3. Den nya motorn tillsammans med en ny automatisk växellåda, CD-850, gav stridsvagnen ökad rörlighet jämfört med M26. 
Framkommligheten i dålig terräng ökades ytterligare av modifikationer av fjädringen vilket minskade risken att tappa larvbanden i krävande terräng, ett problem som M26 lidit av.
Övriga skillnader var inkluderandet av ett nytt teleskopiskt eldledningssystem, M83, samt att 90 mm kanonen utrustades med krutgasejektor.

## Varianter
- M46 Den ursprungliga varianten. Nytt bakparti jämfört med M26 för den större AV-1790-1-motorn, ny automatväxellåda, krutgasejektor på huvudpjäsen. Nytt eldledningssystem, M83.

- M46A1 Slutgiltig produktionsstandard med modifikationer av skrovet framtagna för efterföljaren M47 Patton. Dessa inkluderade förbättrade kylsystem för motorn samt förbättringar av elsystemet.[5]

- Vissa M46 utrustades med M3 schaktblad. Detta ledde inte till förändringar i beteckningen.

## Användning
M46 användes jämsides med sin ”kusin” M26 av såväl amerikanska armén som marinkåren. Framtagna som en tillfällig ersättare var de i tjänst endast mellan 1949 och 1957, innan de ersattes av M47. Ungefär 200 stridsvagnar sändes till Koreakriget, i första hand för att möta hotet från nordkoreanska T-34-85. Antalet strider stridsvagnar emellan var dock litet, men M26/46 var omtyckta av soldaterna i jämförelse med de lättare M4-vagnarna som utgjorde majoriteten av de allierades stridsvagnspark.
Ett fåtal exporterades till Belgien där de senare ersattes med M47.